# Royal Musical Association
La Royal Musical Association (RMA) est une société savante et association caritative britannique. Fondée en 1874, l'Association prétend être la deuxième plus ancienne société musicologique dans le monde, après celle des Pays-Bas. Ses activités comprennent l'organisation et le parrainage de conférences universitaires au Royaume-Uni et l'octroi de prix d'érudition exceptionnelle, notamment la Médaille Dent annuelle.

## Histoire
Fondée par Sir John Stainer, la Société est d'abord appelée Musical Association avec le sous-titre the investigation and discussion of subjects connected with the Art and Science of Music. Sir Frederick Ouseley, professeur de Stainer, en est le premier président. L'Association est enregistrée en tant que société en 1904 et d'utilité publique en 1965. L'Association est rebaptisée Royal Musical Association en 1944 selon le désir du roi George VI.

## Publications
L'association publie le Journal of the Royal Musical Association (en) (eJournal). Avant 1987 le Journal est connu sous le titre Proceedings of the Royal Musical Association (souvent abrégé en PMRA;  (ISSN 0080-4452) et avant 1945 Proceedings of the Musical Association (voir (OCLC 630055862) pour les exploitations d'impression de 1878 à 1986). La RMA a également publié une série de monographies.